# Vlag van Durazno

Vlag van Durazno (ratio 2:3)

De vlag van Durazno toont achttien gele zespuntige sterren in een cirkel met in het midden een grote gele twaalfpuntige ster en twee lichtblauwe lijnen; alles op een donkerblauwe achtergrond. In de grote ster staat een lamp, als symbool voor licht, energie en hoop op een goede toekomst.
De grote ster staat voor Durazno; de achttien kleinere sterren staan voor de andere departementen van Uruguay. De grote ster te midden van de kleinere sterren symboliseert de centrale ligging van Durazno in Uruguay. De twee lichtblauwe lijnen staan voor de Yí en de Río Negro, twee rivieren die de grenzen van Durazno vormen.
De vlag werd ontworpen door Andrés Martínez Bruno en voor de eerste keer gehesen op 12 oktober 2000, 179 jaar nadat de stad Durazno, hoofdstad van het departement, werd gesticht.